# Catherine Vigourt
Pour les articles homonymes, voir Vigourt.
Œuvres principales
- Pense à Tolstoï (nouvelles)
- La Vie de préférence (roman)
- Le Paradis pour tous (roman)
- La Maison de l'Américain (roman)
- Côté nord (roman)
- Un jeune garçon (récit autobiographique)

Catherine Vigourt est une écrivaine française, née en 1956. Ses textes rencontrent un public croissant, retiennent l'attention des critiques et suscitent des traductions, notamment en coréen.

## Biographie
Son parcours est récompensé par le Prix François-Mauriac de l'Académie française en juin 1997 et par le Prix Bourgogne décerné au Salon du Livre de Dijon en novembre 2000. Elle a enseigné au lycée François-Ier de Fontainebleau (Seine-et-Marne) jusqu'en 2018[réf. souhaitée].

## Œuvre
Des thèmes récurrents peuplent les textes de Catherine Vigourt : les instants de fracture qui parcourent et dévient les existences, les diverses formes de résistance que chacun invente avec plus ou moins de bonheur, les expériences fortes qui sont autant de matériau pour l'émotion mais aussi la pensée.
Parmi celles-ci, notamment, la passion amoureuse, le deuil, le voisinage de la folie, les forces et les pesanteurs des cadres sociaux et familiaux, les "souterrains palpitants" de la banalité.
Le travail en cours de Catherine Vigourt s'oriente vers ce qu'elle appelle volontiers le "roman-réseau" : les personnages y sont importants surtout pour les liens mouvants qu'ils créent entre eux.
Par ailleurs l'écrivain écrit volontiers des formes courtes, nouvelles, billets, notules, fragments, accessibles sur son site et régulièrement réactualisés.
L'écriture associe souvent gravité et lyrisme, observation du réel et poésie du regard. Un auteur attaché à la précision de la langue, son rythme évocatoire, mais aussi la portée expressive de la construction : structure narrative élaborée et fréquente polyphonie des points de vue.

## Opinions et commentaires
Commentant Pense à Tostoï, Josyane Savigneau écrivait dans Le Monde, le 5 avril 1996 : "L'émotion, c'est la matière du travail de Catherine Vigourt. Sentiment ténu, qu'il faut savoir garder à distance de l'attendrissement comme du tragique. Cette jeune femme y excelle." Cette même critique réexprimera son enthousiasme pour accueillir, l'année suivante, le roman La vie de préférence : "Il faut la suivre dans les imperceptibles bifurcations du récit, pour voir se mettre en place, de précisions en détours, la joyeuse invention de la vie" (Le Monde, 28 mars 1997)
Sur Pense à Tolstoï Angelo Rinaldi dans L'Express du 11 avril 1996 : "Gens simples, faits en apparence anodins, gestes plus significatifs que des phrases, et, dans la poussière grise des jours, soudain des miettes de bonheur, comme des grains d'or dans le tamis du chercheur au bord du fleuve. On n'aura pas à explorer loin si, d'aventure, vient à l'auteur quelque célébrité." Il récidive pour le roman, l'année suivante : "C'est magique comme le bruit de la pluie sur la tôle, quand on oscille entre rêverie et sommeil." (L'Express, 29 mai 1997)
Commentant La Vie de préférence pour le magazine Elle, Fabrice Gaignault : "Ce roman, superbe, est sûrement ce que nous avons lu de plus excitant depuis longtemps chez les Français. Un inoubliable portrait de l'enfance volée." (Elle, 23 juin 1997)
Le Paradis pour Tous, vu par Michèle Fitoussi : "Catherine Vigourt confirme ici son talent d'auteur rare : élégance du style, maestria de la construction, humour, finesse et profondeur. Un paradis pour le lecteur." (Elle, 16 novembre 1998) Le même titre lu cette fois par Michèle Gazier dans Télérama : "Il y a du Alain Resnais de Smoking et No Smoking dans ces moments d'existence croqués sur le vif et racontés avec légèreté" (30 décembre 1998)
Pour La Maison de l'Américain, Martine de Rabaudy rassemble l'essentiel : "Comment aimer un homme quand on a perdu un fils ? Grave question traitée avec justesse par Catherine Vigourt" (L'Express, 17 février 2000) Nathalie Crom s'avère certes sensible à la "tonalité grise et sourde" du deuil de l'enfant mais aussi à cette lumière rendue par le regard aimant : "Ce glissement de l'attirance vers l'amour, les insaisissables étapes de cette irrésistible métamorphose sont au cœur de ce beau roman" (La Croix, 8 juin 2000)
Pour Côté nord : Marianne Payot consacre une belle page à ce "subtil récit à trois voix". Elle y met à juste titre l'accent sur le thème de la distance inventive, qui se retrouve dans toute l'œuvre : "Faire la mise au point, non plus sur le lointain, mais sur le proche : écouter celui qu'on côtoie ; chercher à mieux vivre, à mieux aimer." (L'Express, 22 novembre 2004)
Dans Un jeune garçon, l'auteur aborde pour la première fois le genre autobiographique, un récit d'enfance, à la fois douloureux et tonique, sur la petite fille qu'elle fut, grandie dans la folie de son frère et sauvée par l'écriture. Olivier Barrot l'invite à dégager cette facette rare de son travail littéraire, en la recevant pour 1 livre, 1 jour, sur France 3 le 10 février 2010. Même intérêt de la part de Monique Atlan, pour France 2 (Dans quelle étagère, 1er février 2010. Entretien long et poignant, cette fois sur le plateau de France 5, pour Le Magazine de la santé, le 6 janvier 2010, où Catherine Vigourt est l'invitée de Michel Cymes et Marina Carrère d'Encausse. Cette dernière développe sa propre lecture avec enthousiasme sur son blog personnel "Bonjour docteur". Interventions à souligner également dans le blog "Encres vagabondes" en date du 29 juin 2010, et "Belles Plumes", le 11 avril 2010. À noter, la riche analyse présentée par l'écrivain Stéphanie Hochet, dans la revue littéraire en ligne BSC News.